# شاهین فرهت
شاهین فَرهَت (زادهٔ ۷ فروردین ۱۳۲۶) آهنگساز، موسیقی‌دان و مدرس موسیقی اهل ایران است. وی به‌عنوان یکی از آهنگسازان سرشناسِ موسیقی کلاسیک در ایران، آثار متعددی را بر اساسِ فرم‌های رایج در موسیقی غرب مانند: سمفونی، کنسرتو، سوئیت، کانتات، پرلود، فوگ، پوئم سمفونیک، راپسودی و دیگر شیوه‌های مرسوم، خلق کرده که غالباً به فضای موسیقی دوران رمانتیک نزدیک است و در عین‌حال از تأثیر نغمه‌های موسیقی ایرانی نیز بی‌بهره نبوده‌است.
شاهین فرهت در تهران متولد شد. او در خانواده‌ای اهل هنر و موسیقی رشد کرد و از همان دوران کودکی با گوشه‌های آواز و دستگاه‌های موسیقی ایرانی آشنا شد، اما صدای ساز پیانو و موسیقی کلاسیک او را شیفتهٔ خود کرد. وی ابتدا نزد کارمین اوسوریو و امانوئل ملیک اصلانیان، نواختنِ پیانو را آغاز کرد و پس از اخذ دیپلم متوسطه، به‌منظور ادامهٔ تحصیل در رشتهٔ موسیقی، ایران را ترک و آموزشِ نوازندگی را در آمریکا دنبال کرد اما پس از مدتی به کشور بازگشت و به فراگیری موسیقی در دانشکدهٔ هنرهای زیبای دانشگاه تهران مشغول شد. وی پس از پایان تحصیل در دانشگاه تهران، مجدداً برای ادامهٔ تحصیلات به خارج از کشور سفر کرد و در مراکز آموزشی چون دانشگاه سوربن، دانشگاه استراسبورگ و دانشگاه نیویورک، موسیقی‌شناسی و پس از آن آهنگسازی را تا دریافت مدرک دکترا دنبال کرد.
فرهت پس از بازگشت به ایران، با حضور در دانشگاه تهران به‌عنوان استادیار و پس از مدتی در مقامِ نخستین مدیر گروه موسیقی دانشگاه تهران به فعالیت‌های خود در کنار ساخت آثار موسیقی ادامه داد. او علاوه بر ایران، سال‌ها در کشور سوئد نیز تدریس کرده‌است. وی همچنین در جشنواره‌ها و محافل تخصصی موسیقی، به‌صورت فعال شرکت داشته‌است. از کارهای وی تاکنون حدود بیست سمفونی ضبط و منتشر شده‌است که در بین آثار آهنگسازان ایرانی، بیشترین تعداد را دارا است، به‌همین دلیل از او با عنوان «پدر سمفونی ایران» یاد می‌شود.

## زندگی

### سال‌های آغازین
شاهین فرهت ۷ فروردینِ ۱۳۲۶ در تهران متولّد شد. پدرش، غلامعلی فرهت، پزشک، قاضیِ دادگستری و از شاگردانِ درویش‌خان بود و تار می‌نواخت. عموی او (ابراهیم فرهت) نیز از شاگردان درویش‌خان بود. به گفته خودش، مادرش زبان فرانسه را به‌خوبی می‌دانست، از خانوادهٔ مستوفی‌ها محسوب می‌شد و پیشینهٔ خانوادگی‌اش به هاتف اصفهانی، شاعر دورانِ افشاریه و زندیه بازمی‌گردد.
شاهین فرهت از چهار، پنج سالگی فراگیری موسیقی را آغاز کرد و شناخت موسیقی ایرانی را از پدر آموخت که نخستین معلم موسیقی‌اش بود. خودش می‌گوید که یک روز در سنِ هفت یا هشت سالگی که به‌اتفاق پسر عمویش در ییلاق شمیران به‌سر می‌برد، تحت تأثیرِ آثاری مانند اورتور فیدلیو اثر بتهوون، رقص مجار اثر یوهان برامس، رقص مردگان اثر کامی سن-سانس و قسمتی از سمفونی شماره ۹۴ اثر هایدن که از رادیو پخش می‌شد، قرار گرفت و پس از آن تصمیم گرفت موسیقی کلاسیک را به‌طور جدی دنبال کند. فرهت دوران کودکی را در خانهٔ پدری‌اش، واقع در خیابان شاه‌آباد تهران، کوچهٔ آقا سید هاشم وکیل سپری کرد.
او از سیزده‌سالگی نواختنِ پیانو را شروع کرد. وی پیانو را ابتدا نزد کارمین اوسوریو، نوازندهٔ اهل اسپانیا و پس از آن نزد امانوئل ملیک اصلانیان فرا گرفت. نخستین قطعه‌ای که در نوجوانی ساخت، یک کوارتت زهی بود که با نوازندگی دوستانش، از جمله محمد سریر و مسعود پورفرخ در یک کنسرتِ خانگی اجرا شد. وی از ۱۶ سالگی قطعاتی می‌ساخت که برخی از آن‌ها در همان زمان از رادیو پخش می‌شد. فرهت در دوران نوجوانی به تئاتر نیز علاقه داشت و در چند تئاتر تلویزیونی بازی کرد. او تحصیلات متوسطهٔ خود را در مدرسهٔ امیر اتابک تهران، با دریافتِ دیپلم طبیعی، به پایان رساند.

### سال‌های تحصیل و آموزش موسیقی

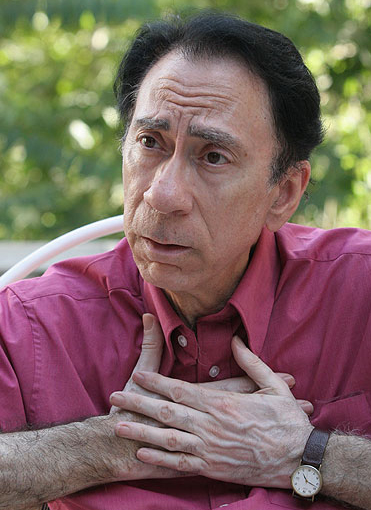
شاهین فرهت، تابستان ۱۳۸۶

شاهین فرهت پس از تحصیلات متوسطه، در هفده سالگی تصمیم گرفت برای ادامهٔ تحصیل به خارج از ایران سفر کند. در آن زمان چون برای رشتهٔ موسیقی، ویزای تحصیلی داده نمی‌شد، برای دریافتِ ویزا در رشتهٔ پزشکی امتحان داد و برای ورود به دانشگاه کالیفرنیا قبول شد. پیش از سفر، پدر و مادرش به او گفتند: «به محض آنکه به آمریکا رسیدی، رشته‌ات را به موسیقی تغییر بده»، شاهین فرهت که خوشحال و متعجب بود، علت را جویا شد. استدلالِ پدر و مادرش این بود که وی در صورتی که پزشکی بخواند، یک پزشک معمولی خواهد شد، ولی اگر رشتهٔ موسیقی را دنبال کند، حتماً موسیقی‌دانِ موفقی خواهد شد.
شاهین فرهت نصیحتِ والدینِ خود را عملی کرد. او در سال ۱۳۴۳ به آمریکا رفت و پس از دو ترم تحصیل در رشتهٔ پزشکی، در دانشگاه یو سی ال ای نوازندگی پیانو را پِی گرفت. او پیانو را نزد هنرمندانی نظیر آلفرد پونسه دنبال کرد. در این زمان نخستین قطعهٔ حرفه‌ای خود را در سن ۱۸ سالگی آهنگسازی کرد. فرهت پس از گذشت یک سال و نیم اقامت در غربت، دوری از خانواده را تاب نیاورد و پیش از دریافت مدرک تحصیلی به ایران بازگشت. وی در سال ۱۳۴۵، همزمان با راه‌اندازی رشتهٔ موسیقیِ دانشگاه تهران، به همراه هنرمندانی نظیر: اسفندیار منفردزاده، داریوش دولتشاهی و مسعود پورفرخ، از نخستین دانشجویان رشتهٔ موسیقی بود که به این دانشگاه وارد شد. او در این دوره از آموزش‌های استادانی همچون هوشنگ استوار و توماس کریستن داوید بهره برد. سرانجام وی در سال ۱۳۴۹، در مقطع کارشناسی رشتهٔ موسیقی، از دانشگاه تهران فارغ‌التحصیل شد.
فرهت پس از دریافت مدرک کارشناسی، برای ادامه تحصیل به سوربن فرانسه رفت. وی ابتدا در دانشگاه سوربن تحصیل موسیقی را آغاز کرد، اما پس از مدتی خود را به دانشگاه استراسبورگ که یکی از معتبرترین دانشگاه‌های موسیقی در آن زمان بود، منتقل کرد. او مدرک فوق لیسانس موزیکولوژی خود را از دانشگاه استراسبورگ فرانسه اخذ کرد و پس از آن، با دریافتِ دعوتنامه از دانشکدهٔ موسیقی دانشگاه نیویورک، عازم ایالات متحدهٔ آمریکا شد. وی فراگیری آهنگسازی را در کلاس‌های اِزرا لدرمن (آهنگساز آمریکایی)، ادامه داد و از دانشگاه نیویورک در مقطع کارشناسی ارشد رشتهٔ آهنگسازی مدرک گرفت. او برای پایان‌نامهٔ آهنگسازی‌اش در دانشگاه نیویورک، نخستین اثر خود را با عنوان سمفونی خیام، بر اساس یازده رباعی از عمر خیام نیشابوری تصنیف کرد و در سال ۱۳۵۵، توسط ارکستر سمفونیک تهران به رهبری فرهاد مشکات، با صدای حسین سرشار (باریتون) و پری زنگنه (سوپرانو) اجرا شد. پس از آن مدتی در دانشگاه نیویورک ماندگار شد و در همان‌جا به‌عنوان استاد استخدام شد. او سپس به فرانسه بازگشت و پایان‌نامهٔ دکترای خود را بر روی آثار آهنگسازان ایرانی نوشت.
شاهین فرهت در سال ۱۳۵۵ به ایران بازگشت. یک سال بعد که تصمیم به بازگشتِ مجدد به آمریکا را داشت، پدرش درگذشت و در ایران ماند. وی در این هنگام به استخدام دانشگاه تهران درآمد. در اواخر سال ۱۳۵۷، به‌عنوان نخستین مدیر گروه موسیقی دانشگاه تهران پس از انقلاب ۱۳۵۷، منصوب شد. هرمز فرهت موسیقی‌دان سرشناس ایرانی، پسرعموی وی است که هم در سن ۱۵ سالگی به او درس موسیقی می‌داد و هم در زمانِ تحصیل، از استادان او در دانشگاه تهران بوده‌است.

### فعالیت‌ها

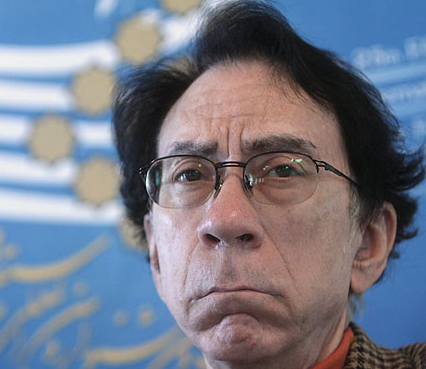
شاهین فرهت، زمستان ۱۳۸۸

فرهت از سال ۱۳۵۵، در گروه آموزشیِ موسیقی دانشگاه تهران تدریس می‌کند. همچنین وی در سال ۱۳۶۱، یک مؤسسه فرهنگی تأسیس کرد که مجموعهٔ آشنایی با موسیقی کلاسیک غرب به نویسندگی خودش، ازجمله آثار این مؤسسه است. وی از سال ۱۳۶۱ تا ۱۳۶۷ به همراه برادرش علی، از طریق این مؤسسه، حدودِ دویست عنوان نوار کاست از آثار موسیقی کلاسیک را تولید، تکثیر و پخش کرد.
او در سال ۱۳۶۷ از دانشگاه تهران مرخصی گرفت و به همراه مادرش به سوئد، محل اقامتِ برادرش رفت. وی در آن کشور، زبان سوئدی آموخت و به تدریس هارمونی و آهنگسازی پرداخت. همچنین دوره‌ای، مدرس موسیقی ایرانی در سوئد بود. فرهت نخستین موسیقی‌دانِ ایرانی است که در سوئد، موسیقی ایرانی تدریس کرده‌است. وی استاد «آکادمی موسیقی سوئد» در رشتهٔ آهنگسازی است.
پس از درگذشت فریدون ناصری رهبر و مدیر دائمی ارکستر سمفونیک تهران، شاهین فرهت در ۱۷ تیر ۱۳۸۴، از سویِ شورای سیاستگذاری مرکز موسیقی وزارت فرهنگ و ارشاد اسلامی، به عنوان سرپرست و رهبر موقتِ ارکستر سمفونیک تهران منصوب شد. او در آبان ۱۳۸۴، برای دومین‌بار پس از تشکیل رشتهٔ موسیقی در دانشگاه تهران، به‌عنوان مدیر گروه موسیقیِ دانشکدهٔ هنرهای زیبا انتخاب شد. شاهین فرهت در سال ۱۳۸۵، «موزهٔ نت» را تأسیس کرد. این موزه با حمایت دفتر موسیقی وزارت ارشاد، به‌منظور حفظ پارتیتور‌ها و نت‌های آثار هنرمندان موسیقی ایران آغاز به کار کرد. فرهت، طرح و ایدهٔ تأسیس موزهٔ نت را دو سال پیش از این تاریخ مطرح کرده بود.

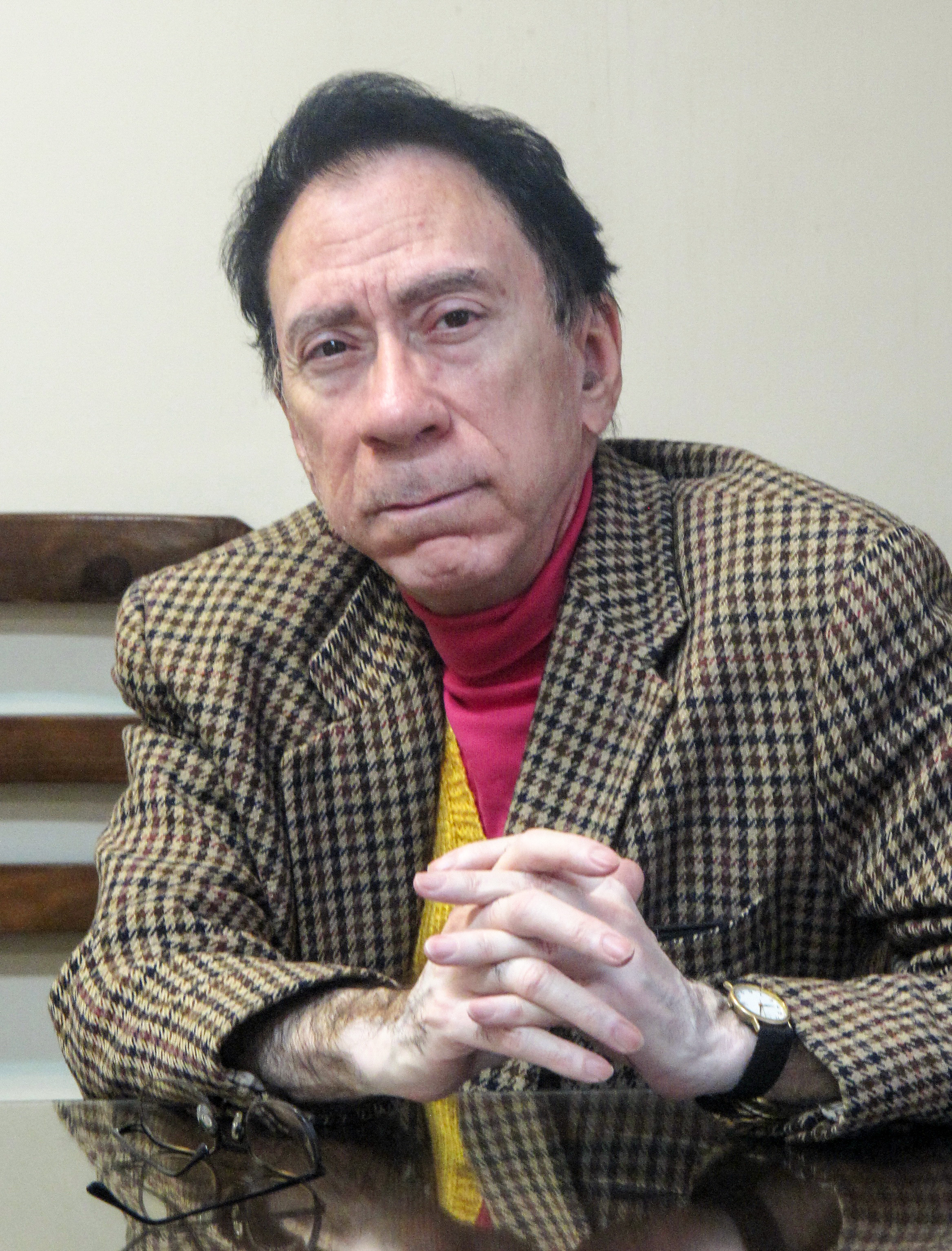
شاهین فرهت، ۱۳۸۹

از دیگر فعالیت‌های هنری فرهت می‌توان به این موارد اشاره کرد: عضو پیوستهٔ فرهنگستان هنر، عضو اتحادیهٔ بین‌المللی آهنگ‌سازان، کارشناس وزارت ارشاد، حضور دائمی در جشنواره بین‌المللی موسیقی فجر (دبیر، داور، آهنگساز یا سخنران)، عضو هیئت تحریریه مجله هنرهای زیبا، عضو هیئت تحریریه ماهنامهٔ موسیقایی مقام، داور بخش موسیقی جایزهٔ کتاب سال، داور موسیقی جشنوارهٔ تولیدات مراکز استانی صداوسیما، داور جشنوارهٔ «از طواف تا ولایت»، داور جشنوارهٔ موسیقی دانشجویان پزشکی، عضو هیئت داوران «جشنواره ترنم رحمت»، داور جشنوارهٔ آثار و تولیدات مراکز استانی حوزه هنری، بنیان‌گذار و سرپرست کوارتت زهی تهران، کارشناس تدوین رشتهٔ فوق لیسانس آهنگسازی دانشگاه تهران، مشاور موسیقی موزهٔ سینمای ایران، عضو شورای عالی شعر و موسیقی صداوسیما، عضو شورای فنی ارکستر سمفونیک تهران، عضو شورای عالی خانه موسیقی ایران، عضو شورای سیاستگذاری موسیقی کلاسیک غربی جشنواره موسیقی جوان، و عضو شورای سیاستگذاری سی و ششمین جشنواره موسیقی فجر

### شاگردان
شاهین فرهت در طول دوران تدریس خود در ایران و خارج از ایران، شاگردان متعددی داشته که از میانِ افرادی که در ایران از او آموخته‌اند، می‌توان به هنرمندانی نظیر: محمدرضا درویشی، گیتی پاشایی، مینا افتاده، محمدجلیل عندلیبی، عبدالحسین مختاباد، بهناز ذاکری، محمدمهدی گورنگی، امین هنرمند و … اشاره کرد.

### زندگی خصوصی
فرهت نخستین عشق زندگی‌اش را آموزگار کلاس اول دبستان خود، مهین کسمایی می‌داند که بعدها یکی از چهره‌های سرشناسِ دوبله در ایران شد. وی دو بار ازدواج کرده‌است که هر دو ازدواجِ وی منجر به جدایی شد. او پس از ازدواج اولش، به دلیل فراز و نشیب‌های زندگی، حدود سه سال آهنگسازی را کنار گذاشت. شاهین فرهت دو فرزند با نام‌های سینا و رکسانه دارد.

## آهنگسازی

### سبک

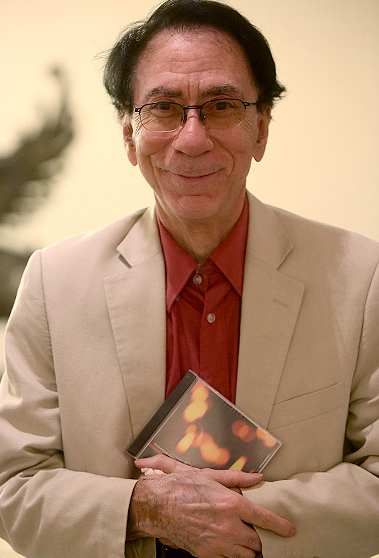
شاهین فرهت، بهار ۱۳۹۳

سبک موسیقی شاهین فرهت بر اساس آموخته‌هایش، با هارمونی، کنترپوان، ارکستراسیون و سایر تکنیک‌های موسیقی غرب آمیخته و با الهام از موسیقی دوران رمانتیک است. در بیشتر آثار او، نوعی رمانتیسمِ غیرِ آشکار همراه با نوستالژی احساس می‌شود. ارکستراسیون در برخی از قطعاتِ فرهت، به آثار آهنگسازانِ روس مانند سرگئی پروکفیف و نیکولای میاسکوفسکی، شباهت دارد و به‌نظر می‌رسد از لحاظ سبک نیز در برخی آثارش، از آهنگسازانِ پُست رمانتیک، نظیر گوستاو مالر و آنتون بروکنر تأثیر پذیرفته‌است. صدادهی آثار فرهت با اینکه غالباً با فضای موسیقی ایرانی فاصله دارد، اما از نغمه‌های ایرانی نیز بی‌بهره نبوده‌است.

فرهت در دوران کودکی، به واسطهٔ آموزش‌های پدرش، با ردیف موسیقی ایرانی آشنا شد و بعدها از تم‌ها و ملودی‌های ایرانی در آثار آهنگسازی خود بهره برد. به‌عنوان نمونه، او در سمفونی شماره ۵، با عنوان سمفونی ایرانی، از موسیقی فولکلور ایرانی استفاده کرده‌است و در موومان سوم این اثر نیز، یکی از رنگ‌های درویش‌خان به گوش می‌رسد. وی همچنین از شعرهای شاعران کلاسیک ایران، نظیر: خیام، حافظ، سعدی و فردوسی در برخی آثارش بهره گرفته‌است. شاهین فرهت دربارهٔ موسیقی ایرانی می‌گوید:
| « | ... ما یک موسیقی بسیار کهنی داریم و اگر دقت کنید نامِ گوشه‌های موسیقی ما حتی در اشعار رودکی، فردوسی، حافظ و سعدی نیز وجود دارد. حال و هوای این موسیقی در ما تا الان زنده مانده و در قلب مردم این سرزمین بوده و آن‌ها با این موسیقی زندگی کرده‌اند… موسیقی ما، موسیقی صادق است و دروغ نمی‌گوید… | » |

فرهت دربارهٔ استفاده از موسیقی ایرانی در فرم‌های غربی می‌گوید:
«وقتی قرار است که کارهایی با ارکستر به سبک و سیاق بین‌المللی اجرا شود، من این تمایل را ندارم که آثاری را که صددرصد برآمده از موسیقی دستگاهی مانند بیات اصفهان و چهارگاه است را عیناً با ارکستر اجرا کنم… تمایل کلی من به سمت آثاری با فرم و سیاق بین‌المللی است و ویژگی آنها هم به‌گونه‌ایی است که هنگام اجرا در ارکسترهای مختلف غربی به هیچ‌وجه برای آنها غریبه به حساب نمی‌آید. در عین اینکه من به عنوان یک ایرانی ناخودآگاه نمی‌توانم از فضای موسیقی ایرانی صددرصد برکنار باشم ولی مسلم است که آن‌گونه که فرضاُ آهنگ‌های روح‌الله خالقی و حسین دهلوی ایرانی صدا می‌دهد، کارهای من این‌گونه نیستند.»

### تحلیل سبک از نگاه دیگران

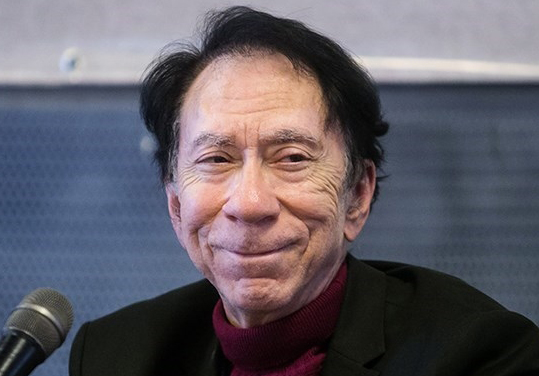
شاهین فرهت زمستان ۱۳۹۷

کامبیز روشن‌روان، شاهین فرهت را هنرمندی چندوجهی می‌داند، وی در این‌باره می‌گوید: «او پیانیستی خوب و قابل و در شیوهٔ نوازندگی خود بسیار تواناست.» روشن‌روان، آشنایی با تکنیک‌های جدید در نواختن پیانو را از خصوصیاتِ نوازندگی فرهت می‌داند. به عقیدهٔ کامبیز روشن‌روان، فرهت، آهنگسازی خوب و پایبند به سیستم‌های پیشرفتهٔ موسیقی دنیاست و تمامِ جذابیت‌های فرم و تکنیک‌های موسیقی قرنِ معاصر در آثار او مشهود است. روشن‌روان همچنین آثار فرهت را «آمیزه‌ای از فرهنگ موسیقی ایران و غرب» برمی‌شمارد و او را معلمی کارآزموده و بدون تعصب می‌داند.
درویش‌رضا منظمی قطعاتِ ساختهٔ فرهت را از آثاری می‌داند که اگرچه ریشه در موسیقی کلاسیک غرب دارد اما می‌توان الگوهایی از موسیقی سنتی ایران را نیز در آن‌ها یافت و این ویژگی می‌تواند الگوی مناسبی برای آهنگسازان و معرفی هرچه بیشتر موسیقی ایرانی باشد. منظمی، معتقد است، کمتر کسی مانند شاهین فرهت در حوزهٔ موسیقی کلاسیک در ایران وجود دارد که علاوه بر موسیقی غربی، موسیقی ایرانی را نیز بشناسد و در آثارش از آن الگو بگیرد.
ساسان فاطمی مهم‌ترین ویژگی آثار شاهین فرهت را دوزبانه بودن در فرهنگ و موسیقی معاصر ایران می‌داند. او زبانِ موسیقی فرهت را به زبان موسیقی اواخر قرن نوزدهم و اوایل قرن بیستم، نزدیک می‌پندارد. به اعتقاد ساسانِ فاطمی، معمولاً سمفونی در ایران بر اساسِ فرم واقعی ساخته نمی‌شود اما فرهت، به فرم سمفونی که هستهٔ اولیه‌اش سونات است، علاقهٔ بسیار دارد و ساختار سمفونی‌هایش قوی و دارای فرم و محتوا است.
محمّد سریر اعتقاد دارد «کمتر هنرمندی پیدا می‌شود که به اندازهٔ فرهت ذهنیت و دانش کافی در موسیقی شنیداری داشته باشد.» او این ذهنیت را ناشی از «خلاقیتِ فرهت» می‌داند که در آرزوها و ایده‌های موسیقایی خود، در تمامی حوزه‌ها نمایان شده‌است. به عقیدهٔ سریر، علاقه و پشتکار شاهین فرهت، نادر است و می‌تواند سرمشقی برای جوانان باشد.

### نقد آثار

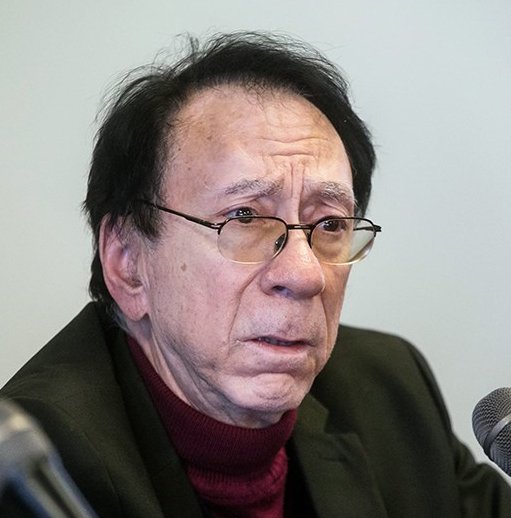
شاهین فرهت، زمستان ۱۳۹۷

برخی از آثار شاهین فرهت، به‌ویژه سمفونی‌های او، غالباً با پشتیبانی و حمایت دولتی انجام گرفته‌است. حوزهٔ هنری، وزارت ارشاد و صدا و سیما از جمله نهادهایی هستند که بیشترِ این آثار را سرمایه‌گذاری و انتشار داده‌اند. به‌همین دلیل کارهای سفارشی و تولید آن از سوی نهادهای دولتی به‌مناسبت‌های مختلف، همواره مورد بحث و واکنش منتقدان بوده‌است. شاهین فرهت یکی از آهنگسازانی است که بیشترین انتقادات را در این زمینه متحمل شده‌است.
فرهت پرکارترین سمفونی‌نویس ایرانی است، اما به‌عقیدهٔ برخی کارشناسان؛ هرچند آثار این هنرمند از نظر فرم موسیقی و عنوانِ سمفونی، کاملاُ درست و اصولی نوشته شده‌است اما محتوای این آثار به نارضایتی مخاطبان منجر شده‌است. به گونه‌ای که عنوان «آثار سفارشی» برای عموم شنوندگان موسیقی، یادآور اثری فاقد اصالت است که توسط نهادهای حکومتی به منظور ترویج اهدافی خاص، به هنرمند سفارش داده شده‌است. شاهین فرهت، در برابر این انتقادات، گرایش خود به سمفونی را «امداد غیبی» می‌داند. او تفاوتی میان قطعاتِ سفارشی و آثاری که از ذوق هنرمند نشأت گرفته، نمی‌داند. به اعتقاد فرهت، سفارش برای هنرمند از دو نظر مهم است: «او را به نوشتن کار تشویق می‌کند و سعی می‌کند اثر خوبی ارائه دهد. به‌همین دلیل سفارش یک اثر هنری را نباید با کارهای مقطعی و فوری اشتباه گرفت.» او سفارشی بودن آثار موسیقی را ایراد نمی‌داند و می‌گوید: «سمفونی شماره ۹ بتهوون که بزرگترین سمفونی تاریخ بشریت است یک اثر سفارشی است که نه تنها ایرادی ندارد بلکه از شاهکارهای عالم هنر محسوب می‌شود.»

### آثار
آثار شاهین فرهت را می‌توان به سه دوره تقسیم کرد. دورهٔ نخست، قطعاتی است که در آغازِ تحصیلات آکادمیک نوشته شده، این آثار به موسیقی مدرن نزدیک است و در عین حال، ملودی‌پردازیِ تماتیک در آن‌ها مشهود است. سمفونی خیام، کانتات حافظ، تریو برای سازهای زهی و سونات برای پیانو از قطعات دورهٔ نخست است. دورهٔ دوم، شامل آثاری است که پس از پایان تحصیلاتِ فرهت شکل گرفته‌است. استفاده از هارمونی مدرن و در برخی موارد آتنال، در این آثار دیده می‌شود. این آثار با الهام از فضای پُر هراسِ جنگ ایران و عراق بوده‌است. کوارتت شماره ۱ و ۲، سمفونی شماره ۲، ۳ و ۴ از جمله آثار دورهٔ دوم است. دورهٔ سوم، فصلی است که به تعبیر هرمز فرهت، آهنگساز زبان و سبک خود را پیدا کرده‌است. آثاری که از سمفونی دماوند به بعد نوشته شده‌است را می‌توان حاصل این دوره نامید. فرهت تاکنون حدود یکصد اثر موسیقی در فرم‌های مختلف ساخته‌است که شامل سمفونی‌ها، کوارتت‌ها و کنسرتوها و چند قطعهٔ دیگر است. او در دی ۱۳۹۷، آثار موسیقی خود را به موزهٔ موسیقی ایران اهدا کرد. از شاهین فرهت تاکنون حدود بیست سمفونی ضبط و منتشر شده‌است که در بین آثار آهنگسازان ایرانی، بیشترین تعداد را دارا است، به‌همین دلیل از او با عنوان «پدر سمفونی ایران» یاد می‌کنند.
| ۱                              | سمفونی شماره ۱ (خیام)                                                                     | ۲                                                                                         | [ ۷۵ ]                                                                                    | ۱۱                                                                                        | سمفونی شماره ۱۱ (پیامبر)∗                                                                 | ۷۷                                                                                        | [ ۷۶ ]  |
| ۲                              | سمفونی شماره ۲                                                                            | ۵                                                                                         | [ ۷۷ ]                                                                                    | ۱۲                                                                                        | سمفونی شماره ۱۲ (تهران)                                                                   | ۸۲                                                                                        | [ ۷۸ ]  |
| ۳                              | سمفونی شماره ۳                                                                            | ۲۱                                                                                        | [ ۷۹ ]                                                                                    | ۱۳                                                                                        | سمفونی شماره ۱۳                                                                           | ۸۳                                                                                        | [ ۸۰ ]  |
| ۴                              | سمفونی شماره ۴                                                                            | ۲۵                                                                                        | [ ۸۱ ]                                                                                    | ۱۴                                                                                        | سمفونی شماره ۱۴ (ابن سینا)                                                                | ۸۴                                                                                        | [ ۸۲ ]  |
| ۵                              | سمفونی شماره ۵ (ایرانی)                                                                   | ۴۶                                                                                        | [ ۸۳ ]                                                                                    | ۱۵                                                                                        | سمفونی شماره ۱۵ (فردوسی)                                                                  | ۸۵                                                                                        | [ ۸۴ ]  |
| ۶                              | سمفونی شماره ۶ (دماوند)                                                                   | ۶۲                                                                                        | [ ۸۵ ]                                                                                    | ۱۶                                                                                        | سمفونی شماره ۱۶ در ر مینور (هرمز فرهت)                                                    | ۹۰                                                                                        | [ ۸۶ ]  |
| ۷                              | سمفونی شماره ۷ (ایران)                                                                    | ۷۰                                                                                        | [ ۸۷ ]                                                                                    | ۱۷                                                                                        | سمفونی شماره ۱۷ (روح‌الله)∗                                                                | ۹۲                                                                                        | [ ۸۸ ]  |
| ۸                              | سمفونی شماره ۸ (امام رضا)                                                                 | ۷۱                                                                                        | [ ۸۹ ]                                                                                    | ۱۸                                                                                        | سمفونی شماره ۱۸                                                                           | ۹۵                                                                                        | [ ۹۰ ]  |
| ۹                              | سمفونی شماره ۹ (خلیج فارس)∗                                                               | ۷۲                                                                                        | [ ۹۱ ]                                                                                    | ۱۹                                                                                        | سمفونی شماره ۱۹                                                                           |                                                                                           | [ ۹۲ ]  |
| ۱۰                             | سمفونی شماره ۱۰ (شهید)                                                                    | ۷۵                                                                                        | [ ۹۳ ]                                                                                    | ۲۰                                                                                        | سمفونی شماره ۲۰                                                                           |                                                                                           | [ ۹۴ ]  |
| آثار ارکسترال، مجلسی و پیانویی |                                                                                           |                                                                                           |                                                                                           |                                                                                           |                                                                                           |                                                                                           |         |
| ۱                              | فانتزی و فوگ برای شش فلوت                                                                 | ۱                                                                                         | [ ۹۵ ]                                                                                    | ۴۱                                                                                        | بالاد شماره ۲ برای پیانو                                                                  | ۴۵                                                                                        | [ ۹۵ ]  |
| ۲                              | چهار قطعه برای پیانو (۱۳۵۴)                                                               | ۳                                                                                         | [ ۲۹ ]                                                                                    | ۴۲                                                                                        | بالاد شماره ۳ برای پیانو                                                                  | ۴۷                                                                                        | [ ۹۵ ]  |
| ۳                              | کانتات سمفونیک، کانتات حافظ در فامینور                                                    | ۴                                                                                         | [ ۷۰ ]                                                                                    | ۴۳                                                                                        | مرثیه شماره ۲ برای پیانو                                                                  | ۴۸                                                                                        | [ ۹۵ ]  |
| ۴                              | فانتزی برای پیانو، آواز و کلارینت                                                         | ۶                                                                                         | [ ۹۵ ]                                                                                    | ۴۴                                                                                        | فانتزی ارمنی برای ارکستر زهی                                                              | ۴۹                                                                                        | [ ۹۵ ]  |
| ۵                              | سوئیت برای ارکستر زهی، سراب                                                               | ۷                                                                                         | [ ۹۵ ]                                                                                    | ۴۵                                                                                        | ۲ قطعه برای دوئت پیانو                                                                    | ۵۰                                                                                        | [ ۹۵ ]  |
| ۶                              | انعکاس، برای ارکستر زهی و تیمپانی                                                         | ۸                                                                                         | [ ۹۵ ]                                                                                    | ۴۶                                                                                        | سوئیت ایرانی برای پیانو                                                                   | ۵۱                                                                                        | [ ۹۵ ]  |
| ۷                              | پرندهٔ بهشتی، برای گروه کر                                                                 | ۹                                                                                         | [ ۹۵ ]                                                                                    | ۴۷                                                                                        | سوئیت ایرانی برای ارکستر                                                                  | ۵۲                                                                                        | [ ۹۵ ]  |
| ۸                              | کنسرتو پیانو شماره ۱                                                                      | ۱۰                                                                                        | [ ۹۵ ]                                                                                    | ۴۸                                                                                        | ۱ قطعه برای پیانو                                                                         | ۵۳                                                                                        | [ ۹۵ ]  |
| ۹                              | سفر، برای ارکستر زهی                                                                      | ۱۱                                                                                        | [ ۹۵ ]                                                                                    | ۴۹                                                                                        | راپسودی ایرانی برای پیانو و ارکستر                                                        | ۵۴                                                                                        | [ ۹۵ ]  |
| ۱۰                             | قفس، برای گروه کر                                                                         | ۱۲                                                                                        | [ ۹۵ ]                                                                                    | ۵۰                                                                                        | به یاد مجید وفادار، پیانو                                                                 | ۵۵                                                                                        | [ ۹۵ ]  |
| ۱۱                             | ۴ قطعه برای پیانو                                                                         | ۱۳                                                                                        | [ ۹۵ ]                                                                                    | ۵۱                                                                                        | موسیقی فیلم تهران                                                                         | ۵۶                                                                                        | [ ۹۵ ]  |
| ۱۲                             | سونات پیانو شماره ۱                                                                       | ۱۴                                                                                        | [ ۹۵ ]                                                                                    | ۵۲                                                                                        | کنسرتو برای ارکستر (کنسرتو ایرانی)                                                        | ۵۷                                                                                        | [ ۹۵ ]  |
| ۱۳                             | کانتات شماره ۲                                                                            | ۱۵                                                                                        | [ ۹۵ ]                                                                                    | ۵۳                                                                                        | کنسرتو پیانو شماره ۲                                                                      | ۵۸                                                                                        | [ ۹۵ ]  |
| ۱۴                             | مرثیه، برای ارکستر                                                                        | ۱۶                                                                                        | [ ۹۵ ]                                                                                    | ۵۴                                                                                        | ۲ قطعه برای پیانو                                                                         | ۵۹                                                                                        | [ ۹۵ ]  |
| ۱۵                             | کوارتت شماره ۱                                                                            | ۱۷                                                                                        | [ ۹۵ ]                                                                                    | ۵۵                                                                                        | پرلود و فوگ برای ارگ                                                                      | ۶۰                                                                                        | [ ۹۵ ]  |
| ۱۶                             | کوارتت شماره ۲                                                                            | ۱۸                                                                                        | [ ۹۵ ]                                                                                    | ۵۶                                                                                        | شب گذشته                                                                                  | ۶۱                                                                                        | [ ۹۵ ]  |
| ۱۷                             | ۶ باگاتل برای پیانو                                                                       | ۱۹                                                                                        | [ ۹۵ ]                                                                                    | ۵۷                                                                                        | ۲ قطعه برای پیانو                                                                         | ۶۳                                                                                        | [ ۹۵ ]  |
| ۱۸                             | ترانه‌ای برای شعله‌های آتش                                                                  | ۲۰                                                                                        | [ ۹۵ ]                                                                                    | ۵۸                                                                                        | پوئم سمفونیک مهر                                                                          | ۶۴                                                                                        | [ ۹۵ ]  |
| ۱۹                             | ۲ پرلود و فوگ                                                                             | ۲۲                                                                                        | [ ۹۵ ]                                                                                    | ۵۹                                                                                        | به‌یاد مرتضی محجوبی                                                                        | ۶۵                                                                                        | [ ۹۵ ]  |
| ۲۰                             | سونات برای گیتار                                                                          | ۲۳                                                                                        | [ ۹۵ ]                                                                                    | ۶۰                                                                                        | سیمفونیتا برای ارکستر زهی                                                                 | ۶۶                                                                                        | [ ۲۲ ]  |
| ۲۱                             | تریو برای فلوت، ابوا و فاگوت                                                              | ۲۴                                                                                        | [ ۹۵ ]                                                                                    | ۶۱                                                                                        | فرشتگان، ترانه بر روی اشعار حافظ و سعدی                                                   | ۶۷                                                                                        | [ ۹۵ ]  |
| ۲۲                             | مرثیه برای پیانو                                                                          | ۲۶                                                                                        | [ ۹۵ ]                                                                                    | ۶۲                                                                                        | ترانه ایرانی برای ارکستر زهی                                                              | ۶۸                                                                                        | [ ۹۵ ]  |
| ۲۳                             | ۶ قطعه برای پیانو                                                                         | ۲۷                                                                                        | [ ۹۵ ]                                                                                    | ۶۳                                                                                        | ترانه بر روی اشعار خیام                                                                   | ۶۹                                                                                        | [ ۹۵ ]  |
| ۲۴                             | واریاسیون برای پیانو                                                                      | ۲۸                                                                                        | [ ۹۵ ]                                                                                    | ۶۴                                                                                        | -                                                                                         | ۷۳                                                                                        | [ ۹۵ ]  |
| ۲۵                             | فانتزی کرال شماره ۱                                                                       | ۲۹                                                                                        | [ ۹۵ ]                                                                                    | ۶۵                                                                                        | -                                                                                         | ۷۴                                                                                        | [ ۹۵ ]  |
| ۲۶                             | کنسرتو برای کلارینت و ارکستر                                                              | ۳۰                                                                                        | [ ۲۲ ]                                                                                    | ۶۶                                                                                        | ۱ قطعه برای پیانو                                                                         | ۷۶                                                                                        | [ ۹۵ ]  |
| ۲۷                             | ۵ ترانه برای صدای تنور و کوارتت زهی                                                       | ۳۱                                                                                        | [ ۹۵ ]                                                                                    | ۶۷                                                                                        | کوارتت شماره ۳                                                                            | ۷۸                                                                                        | [ ۹۵ ]  |
| ۲۸                             | ۵ ترانه روی اشعار سعدی                                                                    | ۳۲                                                                                        | [ ۹۵ ]                                                                                    | ۶۸                                                                                        | -                                                                                         | ۷۹                                                                                        | [ ۹۵ ]  |
| ۲۹                             | فانتزی کرال شماره ۲                                                                       | ۳۳                                                                                        | [ ۹۵ ]                                                                                    | ۶۹                                                                                        | موسیقی فیلم                                                                               | ۸۰                                                                                        | [ ۹۵ ]  |
| ۳۰                             | ۵ ترانه                                                                                   | ۳۴                                                                                        | [ ۹۵ ]                                                                                    | ۷۰                                                                                        | -                                                                                         | ۸۱                                                                                        | [ ۹۵ ]  |
| ۳۱                             | ۶ باگاتل برای کلارینت و پیانو                                                             | ۳۵                                                                                        | [ ۹۵ ]                                                                                    | ۷۱                                                                                        | کوارتت شماره ۴                                                                            | ۸۶                                                                                        | [ ۹۵ ]  |
| ۳۲                             | سونات پیانو شماره ۲، (۱۳۶۷)                                                               | ۳۶                                                                                        | [ ۲۹ ]                                                                                    | ۷۲                                                                                        | قطعاتی برای پیانو                                                                         | ۸۷                                                                                        | [ ۹۵ ]  |
| ۳۳                             | بالاد برای فوگ و پیانو                                                                    | ۳۷                                                                                        | [ ۹۵ ]                                                                                    | ۷۳                                                                                        | کوارتت شماره ۵                                                                            | ۸۸                                                                                        | [ ۹۵ ]  |
| ۳۴                             | گرگ و میش عشق                                                                             | ۳۸                                                                                        | [ ۹۵ ]                                                                                    | ۷۴                                                                                        | کوارتت شماره ۶                                                                            | ۸۹                                                                                        | [ ۹۵ ]  |
| ۳۵                             | ۲ قطعه برای پیانو                                                                         | ۳۹                                                                                        | [ ۹۵ ]                                                                                    | ۷۵                                                                                        | ۲ قطعه برای پیانو                                                                         | ۹۱                                                                                        | [ ۹۵ ]  |
| ۳۶                             | سونات پیانو شماره ۳، (۱۳۶۹)                                                               | ۴۰                                                                                        | [ ۲۹ ]                                                                                    |                                                                                           |                                                                                           |                                                                                           |         |
| ۳۷                             | سرناد برای پیانو و کلارینت                                                                | ۴۱                                                                                        | [ ۹۵ ]                                                                                    |                                                                                           |                                                                                           |                                                                                           |         |
| ۳۸                             | پوئم سمفونیک                                                                              | ۴۲                                                                                        | [ ۹۵ ]                                                                                    |                                                                                           |                                                                                           |                                                                                           |         |
| ۳۹                             | اکو برای ارکستر زهی                                                                       | ۴۳                                                                                        | [ ۹۵ ]                                                                                    |                                                                                           |                                                                                           |                                                                                           |         |
| ۴۰                             | ۲ قطعه برای دوئت پیانو                                                                    | ۴۴                                                                                        | [ ۹۵ ]                                                                                    |                                                                                           |                                                                                           |                                                                                           |         |
| آلبوم‌ها                        |                                                                                           |                                                                                           |                                                                                           |                                                                                           |                                                                                           |                                                                                           |         |
| ۱                              | سمفونی شماره ۶، دماوند، حوزه هنری (۱۳۸۳)                                                  | سمفونی شماره ۶، دماوند، حوزه هنری (۱۳۸۳)                                                  | سمفونی شماره ۶، دماوند، حوزه هنری (۱۳۸۳)                                                  | سمفونی شماره ۶، دماوند، حوزه هنری (۱۳۸۳)                                                  | سمفونی شماره ۶، دماوند، حوزه هنری (۱۳۸۳)                                                  | سمفونی شماره ۶، دماوند، حوزه هنری (۱۳۸۳)                                                  | [ ۹۶ ]  |
| ۲                              | سمفونی شماره ۷، ایران، حوزه هنری (۱۳۸۵)                                                   | سمفونی شماره ۷، ایران، حوزه هنری (۱۳۸۵)                                                   | سمفونی شماره ۷، ایران، حوزه هنری (۱۳۸۵)                                                   | سمفونی شماره ۷، ایران، حوزه هنری (۱۳۸۵)                                                   | سمفونی شماره ۷، ایران، حوزه هنری (۱۳۸۵)                                                   | سمفونی شماره ۷، ایران، حوزه هنری (۱۳۸۵)                                                   | [ ۹۷ ]  |
| ۳                              | سمفونی شماره ۱۰، شهید، حوزه هنری (۱۳۸۵)                                                   | سمفونی شماره ۱۰، شهید، حوزه هنری (۱۳۸۵)                                                   | سمفونی شماره ۱۰، شهید، حوزه هنری (۱۳۸۵)                                                   | سمفونی شماره ۱۰، شهید، حوزه هنری (۱۳۸۵)                                                   | سمفونی شماره ۱۰، شهید، حوزه هنری (۱۳۸۵)                                                   | سمفونی شماره ۱۰، شهید، حوزه هنری (۱۳۸۵)                                                   | [ ۹۸ ]  |
| ۴                              | سمفونی شماره ۱۲، تهران، مؤسسه فرهنگی هنری مهریز مهر (۱۳۸۶)                                | سمفونی شماره ۱۲، تهران، مؤسسه فرهنگی هنری مهریز مهر (۱۳۸۶)                                | سمفونی شماره ۱۲، تهران، مؤسسه فرهنگی هنری مهریز مهر (۱۳۸۶)                                | سمفونی شماره ۱۲، تهران، مؤسسه فرهنگی هنری مهریز مهر (۱۳۸۶)                                | سمفونی شماره ۱۲، تهران، مؤسسه فرهنگی هنری مهریز مهر (۱۳۸۶)                                | سمفونی شماره ۱۲، تهران، مؤسسه فرهنگی هنری مهریز مهر (۱۳۸۶)                                | [ ۹۹ ]  |
| ۵                              | شناخت موسیقی کلاسیک، (به همراه جهانشاه درخشانی) مؤسسه فرهنگی هنری ماهور (۱۳۸۶)            | شناخت موسیقی کلاسیک، (به همراه جهانشاه درخشانی) مؤسسه فرهنگی هنری ماهور (۱۳۸۶)            | شناخت موسیقی کلاسیک، (به همراه جهانشاه درخشانی) مؤسسه فرهنگی هنری ماهور (۱۳۸۶)            | شناخت موسیقی کلاسیک، (به همراه جهانشاه درخشانی) مؤسسه فرهنگی هنری ماهور (۱۳۸۶)            | شناخت موسیقی کلاسیک، (به همراه جهانشاه درخشانی) مؤسسه فرهنگی هنری ماهور (۱۳۸۶)            | شناخت موسیقی کلاسیک، (به همراه جهانشاه درخشانی) مؤسسه فرهنگی هنری ماهور (۱۳۸۶)            | [ ۱۰۰ ] |
| ۶                              | کانتات حافظ، با صدای حسین سرشار، استودیو تهران، مؤسسهٔ راوی آذرکیمیا (۱۳۸۹ و ۱۳۹۳)         | کانتات حافظ، با صدای حسین سرشار، استودیو تهران، مؤسسهٔ راوی آذرکیمیا (۱۳۸۹ و ۱۳۹۳)         | کانتات حافظ، با صدای حسین سرشار، استودیو تهران، مؤسسهٔ راوی آذرکیمیا (۱۳۸۹ و ۱۳۹۳)         | کانتات حافظ، با صدای حسین سرشار، استودیو تهران، مؤسسهٔ راوی آذرکیمیا (۱۳۸۹ و ۱۳۹۳)         | کانتات حافظ، با صدای حسین سرشار، استودیو تهران، مؤسسهٔ راوی آذرکیمیا (۱۳۸۹ و ۱۳۹۳)         | کانتات حافظ، با صدای حسین سرشار، استودیو تهران، مؤسسهٔ راوی آذرکیمیا (۱۳۸۹ و ۱۳۹۳)         | [ ۱۰۱ ] |
| ۷                              | سمفونی شماره ۱۵، فردوسی، حوزه هنری (۱۳۹۰)                                                 | سمفونی شماره ۱۵، فردوسی، حوزه هنری (۱۳۹۰)                                                 | سمفونی شماره ۱۵، فردوسی، حوزه هنری (۱۳۹۰)                                                 | سمفونی شماره ۱۵، فردوسی، حوزه هنری (۱۳۹۰)                                                 | سمفونی شماره ۱۵، فردوسی، حوزه هنری (۱۳۹۰)                                                 | سمفونی شماره ۱۵، فردوسی، حوزه هنری (۱۳۹۰)                                                 | [ ۱۰۲ ] |
| ۸                              | سمفونی شماره ۱۶، هرمز فرهت، حوزه هنری (۱۳۹۲)                                              | سمفونی شماره ۱۶، هرمز فرهت، حوزه هنری (۱۳۹۲)                                              | سمفونی شماره ۱۶، هرمز فرهت، حوزه هنری (۱۳۹۲)                                              | سمفونی شماره ۱۶، هرمز فرهت، حوزه هنری (۱۳۹۲)                                              | سمفونی شماره ۱۶، هرمز فرهت، حوزه هنری (۱۳۹۲)                                              | سمفونی شماره ۱۶، هرمز فرهت، حوزه هنری (۱۳۹۲)                                              | [ ۱۰۳ ] |
| موسیقی فیلم                    |                                                                                           |                                                                                           |                                                                                           |                                                                                           |                                                                                           |                                                                                           |         |
| ۱                              | کدام قله، کدام اوج، به کارگردانی ابراهیم وحیدزاده (۱۳۴۸)                                  | کدام قله، کدام اوج، به کارگردانی ابراهیم وحیدزاده (۱۳۴۸)                                  | کدام قله، کدام اوج، به کارگردانی ابراهیم وحیدزاده (۱۳۴۸)                                  | کدام قله، کدام اوج، به کارگردانی ابراهیم وحیدزاده (۱۳۴۸)                                  | کدام قله، کدام اوج، به کارگردانی ابراهیم وحیدزاده (۱۳۴۸)                                  | کدام قله، کدام اوج، به کارگردانی ابراهیم وحیدزاده (۱۳۴۸)                                  | [ ۱۰۴ ] |
| ۲                              | پیری سوز چکچکو، (فیلم کوتاه) به کارگردانی منوچهر عسگری‌نسب (۱۳۵۵)                          | پیری سوز چکچکو، (فیلم کوتاه) به کارگردانی منوچهر عسگری‌نسب (۱۳۵۵)                          | پیری سوز چکچکو، (فیلم کوتاه) به کارگردانی منوچهر عسگری‌نسب (۱۳۵۵)                          | پیری سوز چکچکو، (فیلم کوتاه) به کارگردانی منوچهر عسگری‌نسب (۱۳۵۵)                          | پیری سوز چکچکو، (فیلم کوتاه) به کارگردانی منوچهر عسگری‌نسب (۱۳۵۵)                          | پیری سوز چکچکو، (فیلم کوتاه) به کارگردانی منوچهر عسگری‌نسب (۱۳۵۵)                          | [ ۱۰۵ ] |
| ۳                              | مستند تهران، به کارگردانی حمید سهیلی (۱۳۷۴)                                               | مستند تهران، به کارگردانی حمید سهیلی (۱۳۷۴)                                               | مستند تهران، به کارگردانی حمید سهیلی (۱۳۷۴)                                               | مستند تهران، به کارگردانی حمید سهیلی (۱۳۷۴)                                               | مستند تهران، به کارگردانی حمید سهیلی (۱۳۷۴)                                               | مستند تهران، به کارگردانی حمید سهیلی (۱۳۷۴)                                               | [ ۱۰۶ ] |
| ۴                              | فیلم تلویزیونی پیمان، به کارگردانی مصطفی صفاری (۱۳۸۶)                                     | فیلم تلویزیونی پیمان، به کارگردانی مصطفی صفاری (۱۳۸۶)                                     | فیلم تلویزیونی پیمان، به کارگردانی مصطفی صفاری (۱۳۸۶)                                     | فیلم تلویزیونی پیمان، به کارگردانی مصطفی صفاری (۱۳۸۶)                                     | فیلم تلویزیونی پیمان، به کارگردانی مصطفی صفاری (۱۳۸۶)                                     | فیلم تلویزیونی پیمان، به کارگردانی مصطفی صفاری (۱۳۸۶)                                     | [ ۱۰۷ ] |
| کتاب                           |                                                                                           |                                                                                           |                                                                                           |                                                                                           |                                                                                           |                                                                                           |         |
| ۱                              | سوئیت ایرانی در ر مینور برای پیانو، اپوس ۵۱ (کتاب پارتیتور)، انتشارات ماهور، (۱۳۷۷)       | سوئیت ایرانی در ر مینور برای پیانو، اپوس ۵۱ (کتاب پارتیتور)، انتشارات ماهور، (۱۳۷۷)       | سوئیت ایرانی در ر مینور برای پیانو، اپوس ۵۱ (کتاب پارتیتور)، انتشارات ماهور، (۱۳۷۷)       | سوئیت ایرانی در ر مینور برای پیانو، اپوس ۵۱ (کتاب پارتیتور)، انتشارات ماهور، (۱۳۷۷)       | سوئیت ایرانی در ر مینور برای پیانو، اپوس ۵۱ (کتاب پارتیتور)، انتشارات ماهور، (۱۳۷۷)       | سوئیت ایرانی در ر مینور برای پیانو، اپوس ۵۱ (کتاب پارتیتور)، انتشارات ماهور، (۱۳۷۷)       | [ ۱۰۸ ] |
| مقاله‌ها                        |                                                                                           |                                                                                           |                                                                                           |                                                                                           |                                                                                           |                                                                                           |         |
| ۱                              | جایگاه موسیقی ایران در جهان، مجلهٔ هنرهای زیبا - معماری و شهرسازی، بهار ۱۳۷۴، شماره ۱      | جایگاه موسیقی ایران در جهان، مجلهٔ هنرهای زیبا - معماری و شهرسازی، بهار ۱۳۷۴، شماره ۱      | جایگاه موسیقی ایران در جهان، مجلهٔ هنرهای زیبا - معماری و شهرسازی، بهار ۱۳۷۴، شماره ۱      | جایگاه موسیقی ایران در جهان، مجلهٔ هنرهای زیبا - معماری و شهرسازی، بهار ۱۳۷۴، شماره ۱      | جایگاه موسیقی ایران در جهان، مجلهٔ هنرهای زیبا - معماری و شهرسازی، بهار ۱۳۷۴، شماره ۱      | جایگاه موسیقی ایران در جهان، مجلهٔ هنرهای زیبا - معماری و شهرسازی، بهار ۱۳۷۴، شماره ۱      | [ ۱۰۹ ] |
| ۲                              | دگرگونی موسیقی در جهان امروز، مجلهٔ هنرهای زیبا - معماری و شهرسازی، بهار ۱۳۷۶، شماره ۲     | دگرگونی موسیقی در جهان امروز، مجلهٔ هنرهای زیبا - معماری و شهرسازی، بهار ۱۳۷۶، شماره ۲     | دگرگونی موسیقی در جهان امروز، مجلهٔ هنرهای زیبا - معماری و شهرسازی، بهار ۱۳۷۶، شماره ۲     | دگرگونی موسیقی در جهان امروز، مجلهٔ هنرهای زیبا - معماری و شهرسازی، بهار ۱۳۷۶، شماره ۲     | دگرگونی موسیقی در جهان امروز، مجلهٔ هنرهای زیبا - معماری و شهرسازی، بهار ۱۳۷۶، شماره ۲     | دگرگونی موسیقی در جهان امروز، مجلهٔ هنرهای زیبا - معماری و شهرسازی، بهار ۱۳۷۶، شماره ۲     | [ ۱۱۰ ] |
| ۳                              | دربارهٔ سمفونی نهم، مجلهٔ هنرهای زیبا - معماری و شهرسازی، بهار ۱۳۸۳، شماره ۱۷               | دربارهٔ سمفونی نهم، مجلهٔ هنرهای زیبا - معماری و شهرسازی، بهار ۱۳۸۳، شماره ۱۷               | دربارهٔ سمفونی نهم، مجلهٔ هنرهای زیبا - معماری و شهرسازی، بهار ۱۳۸۳، شماره ۱۷               | دربارهٔ سمفونی نهم، مجلهٔ هنرهای زیبا - معماری و شهرسازی، بهار ۱۳۸۳، شماره ۱۷               | دربارهٔ سمفونی نهم، مجلهٔ هنرهای زیبا - معماری و شهرسازی، بهار ۱۳۸۳، شماره ۱۷               | دربارهٔ سمفونی نهم، مجلهٔ هنرهای زیبا - معماری و شهرسازی، بهار ۱۳۸۳، شماره ۱۷               | [ ۱۱۱ ] |
| ۴                              | دربارهٔ سمفونی پنجم چایکوفسکی، مجلهٔ هنرهای زیبا - معماری و شهرسازی، تابستان ۱۳۸۳، شماره ۱۸ | دربارهٔ سمفونی پنجم چایکوفسکی، مجلهٔ هنرهای زیبا - معماری و شهرسازی، تابستان ۱۳۸۳، شماره ۱۸ | دربارهٔ سمفونی پنجم چایکوفسکی، مجلهٔ هنرهای زیبا - معماری و شهرسازی، تابستان ۱۳۸۳، شماره ۱۸ | دربارهٔ سمفونی پنجم چایکوفسکی، مجلهٔ هنرهای زیبا - معماری و شهرسازی، تابستان ۱۳۸۳، شماره ۱۸ | دربارهٔ سمفونی پنجم چایکوفسکی، مجلهٔ هنرهای زیبا - معماری و شهرسازی، تابستان ۱۳۸۳، شماره ۱۸ | دربارهٔ سمفونی پنجم چایکوفسکی، مجلهٔ هنرهای زیبا - معماری و شهرسازی، تابستان ۱۳۸۳، شماره ۱۸ | [ ۱۱۲ ] |
| ۵                              | سمفونی‌های چهارگانهٔ برامس، مجلهٔ هنرهای زیبا - معماری و شهرسازی، پاییز ۱۳۸۳، شماره ۱۹       | سمفونی‌های چهارگانهٔ برامس، مجلهٔ هنرهای زیبا - معماری و شهرسازی، پاییز ۱۳۸۳، شماره ۱۹       | سمفونی‌های چهارگانهٔ برامس، مجلهٔ هنرهای زیبا - معماری و شهرسازی، پاییز ۱۳۸۳، شماره ۱۹       | سمفونی‌های چهارگانهٔ برامس، مجلهٔ هنرهای زیبا - معماری و شهرسازی، پاییز ۱۳۸۳، شماره ۱۹       | سمفونی‌های چهارگانهٔ برامس، مجلهٔ هنرهای زیبا - معماری و شهرسازی، پاییز ۱۳۸۳، شماره ۱۹       | سمفونی‌های چهارگانهٔ برامس، مجلهٔ هنرهای زیبا - معماری و شهرسازی، پاییز ۱۳۸۳، شماره ۱۹       | [ ۱۱۳ ] |
| ۶                              | الهامات آسمانی (اشاره‌ای به سمفونی نهم بتهوون)، مجلهٔ مقام موسیقایی، آبان ۱۳۸۳، شماره ۳۳    | الهامات آسمانی (اشاره‌ای به سمفونی نهم بتهوون)، مجلهٔ مقام موسیقایی، آبان ۱۳۸۳، شماره ۳۳    | الهامات آسمانی (اشاره‌ای به سمفونی نهم بتهوون)، مجلهٔ مقام موسیقایی، آبان ۱۳۸۳، شماره ۳۳    | الهامات آسمانی (اشاره‌ای به سمفونی نهم بتهوون)، مجلهٔ مقام موسیقایی، آبان ۱۳۸۳، شماره ۳۳    | الهامات آسمانی (اشاره‌ای به سمفونی نهم بتهوون)، مجلهٔ مقام موسیقایی، آبان ۱۳۸۳، شماره ۳۳    | الهامات آسمانی (اشاره‌ای به سمفونی نهم بتهوون)، مجلهٔ مقام موسیقایی، آبان ۱۳۸۳، شماره ۳۳    | [ ۱۱۴ ] |
| ۷                              | رومئو و ژولیت در موسیقی، مجلهٔ هنرهای زیبا - معماری و شهرسازی، بهار ۱۳۸۴، شماره ۲۱         | رومئو و ژولیت در موسیقی، مجلهٔ هنرهای زیبا - معماری و شهرسازی، بهار ۱۳۸۴، شماره ۲۱         | رومئو و ژولیت در موسیقی، مجلهٔ هنرهای زیبا - معماری و شهرسازی، بهار ۱۳۸۴، شماره ۲۱         | رومئو و ژولیت در موسیقی، مجلهٔ هنرهای زیبا - معماری و شهرسازی، بهار ۱۳۸۴، شماره ۲۱         | رومئو و ژولیت در موسیقی، مجلهٔ هنرهای زیبا - معماری و شهرسازی، بهار ۱۳۸۴، شماره ۲۱         | رومئو و ژولیت در موسیقی، مجلهٔ هنرهای زیبا - معماری و شهرسازی، بهار ۱۳۸۴، شماره ۲۱         | [ ۱۱۵ ] |
| ۸                              | سمفونی در ایران، مجلهٔ هنرهای زیبا - معماری و شهرسازی، تابستان ۱۳۸۶، شماره ۳۰              | سمفونی در ایران، مجلهٔ هنرهای زیبا - معماری و شهرسازی، تابستان ۱۳۸۶، شماره ۳۰              | سمفونی در ایران، مجلهٔ هنرهای زیبا - معماری و شهرسازی، تابستان ۱۳۸۶، شماره ۳۰              | سمفونی در ایران، مجلهٔ هنرهای زیبا - معماری و شهرسازی، تابستان ۱۳۸۶، شماره ۳۰              | سمفونی در ایران، مجلهٔ هنرهای زیبا - معماری و شهرسازی، تابستان ۱۳۸۶، شماره ۳۰              | سمفونی در ایران، مجلهٔ هنرهای زیبا - معماری و شهرسازی، تابستان ۱۳۸۶، شماره ۳۰              | [ ۱۱۶ ] |
| ۹                              | کوارتت‌های بتهوون، مجلهٔ هنرهای زیبا - معماری و شهرسازی، پاییز ۱۳۸۷، شماره ۳۵               | کوارتت‌های بتهوون، مجلهٔ هنرهای زیبا - معماری و شهرسازی، پاییز ۱۳۸۷، شماره ۳۵               | کوارتت‌های بتهوون، مجلهٔ هنرهای زیبا - معماری و شهرسازی، پاییز ۱۳۸۷، شماره ۳۵               | کوارتت‌های بتهوون، مجلهٔ هنرهای زیبا - معماری و شهرسازی، پاییز ۱۳۸۷، شماره ۳۵               | کوارتت‌های بتهوون، مجلهٔ هنرهای زیبا - معماری و شهرسازی، پاییز ۱۳۸۷، شماره ۳۵               | کوارتت‌های بتهوون، مجلهٔ هنرهای زیبا - معماری و شهرسازی، پاییز ۱۳۸۷، شماره ۳۵               | [ ۱۱۷ ] |
| کتاب صوتی                      |                                                                                           |                                                                                           |                                                                                           |                                                                                           |                                                                                           |                                                                                           |         |
| ۱                              | رستم و سهراب، (بخش‌هایی از سمفونی شاهنامه) به سرپرستی و تهیه‌کنندگی ابوالحسن تهامی‌نژاد      | رستم و سهراب، (بخش‌هایی از سمفونی شاهنامه) به سرپرستی و تهیه‌کنندگی ابوالحسن تهامی‌نژاد      | رستم و سهراب، (بخش‌هایی از سمفونی شاهنامه) به سرپرستی و تهیه‌کنندگی ابوالحسن تهامی‌نژاد      | رستم و سهراب، (بخش‌هایی از سمفونی شاهنامه) به سرپرستی و تهیه‌کنندگی ابوالحسن تهامی‌نژاد      | رستم و سهراب، (بخش‌هایی از سمفونی شاهنامه) به سرپرستی و تهیه‌کنندگی ابوالحسن تهامی‌نژاد      | رستم و سهراب، (بخش‌هایی از سمفونی شاهنامه) به سرپرستی و تهیه‌کنندگی ابوالحسن تهامی‌نژاد      | [ ۱۱۸ ] |

## افتخارات
«شاهین فرهت تمام ایرانیان را با موسیقی علمی و به‌ویژه موسیقی کلاسیک آشنا کرده‌است… فرهت در زمان دانشجویی، استادی دانشگاه تهران را نیز بر عهده داشت و این بدون شک بیانگر مقام هنری و موسیقایی اوست که از سالیان دور وجود داشته و هر روز ابعاد گسترده‌تری به خود می‌گیرد.»

مصطفی کمال پورتراب

### جوایز
- بهمن ۱۳۸۲، در مراسم اختتامیهٔ نوزدهمین جشنوارهٔ موسیقی فجر، لوح تقدیر، چنگ زرین و ۱۰ سکهٔ بهار آزادی به شاهین فرهت اهدا شد.[۱۱۹]
- دی ۱۳۸۴، در بیست و یکمین جشنواره موسیقی فجر، تندیس چنگ زرین و لوح جشنواره به همراه هدیهٔ نقدی به شاهین فرهت اهدا شد.[۱۲۰]

### تجلیل و بزرگداشت‌ها
- بهمن ۱۳۸۳، در مراسم اختتامیهٔ بیستمین جشنوارهٔ موسیقی فجر، شاهین فرهت مورد تقدیر قرار گرفت.[۱۲۱]
- بهمن ۱۳۸۶، در فرهنگستان هنر از «مقام هنری شاهین فرهت» تجلیل به عمل آمد.[۶۴][۱۲۲]
- مهر ۱۳۹۵، مراسم بزرگداشت شاهین فرهت در فرهنگسرای اندیشه تهران برگزار شد.[۱۲۳][۱۲۴]
- آبان ۱۳۹۰، در مراسم اختتامیهٔ نخستین «جشنواره طواف تا ولایت» از شاهین فرهت تقدیر شد.[۱۲۵]
- اسفند ۱۳۹۰، در مراسم نخستین «جایزهٔ پژوهش پروفسور آقابزرگ» از شاهین فرهت به‌عنوان «پژوهشگر برتر موسیقایی» تجلیل شد.[۱۲۶]
- اردیبهشت ۱۳۹۳، در همایش «کاخ بلند» به مناسبت روز بزرگداشت فردوسی، از شاهین فرهت برای ساختن سمفونی فردوسی تجلیل به عمل آمد.[۱۲۷]
- آذر ۱۳۹۵، در دومین «جشنواره بین‌المللی موسیقی پیامبر مهربانی»، شاهین فرهت به دلیل ساخت سمفونی پیامبر، مورد تقدیر قرار گرفت.[۱۲۸]
- خرداد ۱۳۹۷، در مراسم «نکوداشت زادروز هنرمندان پیشکسوت موسیقی متولد بهار»، از شاهین فرهت به همراه چند هنرمند دیگر تقدیر شد.[۱۲۹]

## پاورقی
1. ^  این سمفونی با شعر عبدالجبار کاکایی و خوانندگی نادبه چوکیان، در سال ۱۳۸۴ توسط مرکز موسیقی صدا و سیما تولید شد.[۱۳۰]
2. ^  این سمفونی با شعر ساعد باقری، دکلمهٔ مهتاب کرامتی و خوانندگی علی تفرشی، ۱۶ دی ۱۳۸۵ توسط ارکستر سمفونیک تهران به رهبری نادر مشایخی اجرا شد.[۱۳۱] این سمفونی در نهایت با صدای حمید حامی، ضبط و منتشر شد.[۱۳۲]
3. ^  این سمفونی با حمایت مؤسسه تنظیم و نشر آثار روح‌الله خمینی و مشارکت وزارت فرهنگ و ارشاد اسلامی تولید شده‌است که توسط ارکستر سمفونیک تهران به رهبری مهمان سهراب کاشف و با دکلمهٔ بهروز رضوی در خرداد ۱۳۹۶ اجرا شد.[۱۳۳]

## واژه‌نامه
1. ↑  Carmen Osorio